# Skillet (альбом)
Skillet — дебютний студійний альбом однойменного християнського рок-гурту Skillet, випущений 29 жовтня 1996 року на CD та аудіокасетах. Альбом був записаний у жанрах ґрандж та альтернативний метал на християнську тематику.

## Запис
«Skillet» був записаний у Мемфісі, штат Теннессі, на студії «Ardent Studios» у 1996 році. На той час гурт складався з трьох учасників: Джона Купера (вокал, бас-гітара і фортепіано), Кена Стортса (гітара, бек-вокал і гітарний синтезатор) і Трея МакКларкіна (барабани і бек-вокал). Перед випуском однойменного дебютного альбому гурт записав на початку того ж року демо з шести пісень на касеті «Right Upside Your Head». Пісні «Shovel» і «Darn Great Day» були ексклюзивними для демо, в той час як «Gasoline», «Promise Blender» і «Boundaries» будуть перезаписані для «Skillet». У демо-версії «Boundaries» вокальні партії виконував Кен Стортс. Демо-трек «Safe With Me» був перезаписаний як «Safe With You» на дебютному альбомі гурту.
За словами Стортса в інтерв'ю 1997 року, назва гурту походить від імені Ріка Міллера, пастора церкви Covenant Community Church. У 2022 році Купер сказав, що хотів би, щоб дебютний альбом називався «Right Upside Yo Head», проте лейбл відмовився від цієї назви.

## Список композицій
| #   | Назва               | Тривалість |
| --- | ------------------- | ---------- |
| 1.  | «I Can»             | 4:18       |
| 2.  | «Gasoline»          | 4:02       |
| 3.  | «Saturn»            | 5:10       |
| 4.  | «My Beautiful Robe» | 3:39       |
| 5.  | «Promise Blender»   | 3:56       |
| 6.  | «Paint»             | 3:21       |
| 7.  | «Safe with You»     | 3:49       |
| 8.  | «You Thought»       | 3:41       |
| 9.  | «Boundaries»        | 4:06       |
| 10. | «Splinter»          | 2:41       |

## Учасники запису
- Джон Купер — вокал, бас-гітара, піаніно
- Трей МакКларкін — барабани, бек-вокал
- Кен Стортс[en] — гітара, бек-вокал